# Jean-Pierre Girerd
Pour les articles homonymes, voir Girerd.
Jean-Pierre Girerd est un caricaturiste, illustrateur et artiste peintre français né à Alger le 6 mars 1931 et mort à Montréal le 17 octobre 2018.
Il est principalement connu pour ses caricatures éditoriales dans le quotidien montréalais La Presse, où il travaillera de 1968 à 1995.

## Biographie

### Jeunes années
Jean-Pierre Girerd est né en 1931 à Alger, alors un département français. Aspirant à devenir peintre, il étudie à l’École des beaux-arts d'Alger, avant d’être embauché comme illustrateur de presse au Journal d’Alger. Il y est chargé de tout ce qui a trait à l’illustration, dessins cartographiques, portraits d’accusés dans les cours de justice, dessins humoristiques, caricatures. Il dira de cette expérience : « Je me suis fait la main dans ce journal, mais c'était "en attendant". Car je voulais vraiment faire de la peinture. Je me faisais beaucoup d'illusions ».
La Guerre d’Algérie le pousse à quitter sa ville natale pour se rendre aux États-Unis. Bien qu’il ne parle pas l’anglais, il décroche un poste de dessinateur de presse dans un quotidien local de Minneapolis, où il est venu rejoindre un ami. S’il s’acclimate difficilement au contexte du Middle West américain, cette période charnière lui fait réaliser qu’il souhaite dorénavant faire de la caricature politique, à l’instar d’Honoré Daumier, dont il revendique d’ailleurs l’influence.
Il cherche ensuite à s’installer à Paris, mais abandonnera ce projet après un séjour infructueux. Son arrivée en France coïncidait en effet avec l’Exode des pieds-noirs et il se sentira rapidement victime d’une certaine animosité à l’endroit des Africains du Nord. Girerd décide alors de reprendre son ancien emploi à Minneapolis, où il ne restera cependant que quelques mois.

### Montréal etLa Presse
En 1964, il arrive à Montréal dans l’espoir de s’y trouver un travail. On l’engage rapidement comme caricaturiste au journal Métro Express, inauguré tout récemment. Simultanément, il contribue aussi au Petit Journal et au journal syndical de la CSN, Le Travail.
Au début de 1968, Jean-Pierre Girerd est embauché par La Presse, où il développera son style caractéristique, souvent acerbe, très percutant, qui met à profit un trait dont la simplicité s’avère d’une étonnante efficacité. Dès ses débuts au quotidien montréalais, son but premier n’est pas tant de faire rire, mais de susciter une réflexion. L’écrivain Roger Duhamel décrit ainsi le style de Girerd : « Girerd ne recherche pas la grâce tendre et ingénue des amoureux de Raymond Peynet. Ses personnages sont taillés à la serpe, sans le moindre ménagement. En quelques traits nerveux, tout l’essentiel est là ». […] Le petit peuple anonyme […] se reconnaît tel qu’en lui-même, avec sa bonne humeur, ses impatiences, sa gouaille, ses préjugés, ses désirs et ses espoirs. La méchanceté n’est que de surface ». Après une période où il ne travaille qu’à l’encre, il commence notamment à expérimenter avec la gouache, pour obtenir des textures et des rendus variés.
Jean-Pierre Girerd participe aux rencontres éditoriales du quotidien, mais bénéficie tout de même d’une grande liberté de création à La Presse. La plupart de ses dessins éditoriaux traitent évidemment de la scène politique municipale et nationale, à laquelle correspondent deux figures emblématiques de son œuvre : le maire Jean Drapeau et le premier ministre canadien Pierre Elliott Trudeau, maintes fois mis à mal par le dessinateur. Bien qu’il aborde au cours de sa carrière une multitude d’enjeux politiques qui ont façonné l’histoire québécoise et canadienne (en particulier ceux qui sont au cœur des tensions fédérales-provinciales, tels que la loi sur les langues officielles, les tentatives de modification de la constitution, les budgets fédéraux, les deux référendums du Québec, etc.), son œuvre est teintée d’un profond humanisme et cherche, à la façon de Daumier, à dénoncer les injustices sociales. Avec le temps, ses caricatures adopteront une perspective de plus en plus internationale et toucheront des thèmes à la fois plus sombres et plus universels : la guerre, la faim dans le monde, les tensions religieuses, la violence faite aux enfants, la condition féminine, etc. En fin de carrière, il s’éloigne peu à peu du comité éditorial de La Presse et cesse de travailler dans les locaux du journal, avant de prendre sa retraite en 1996.
L’œuvre de Jean-Pierre Girerd s’inscrit dans le sillon entamé par les caricaturistes Robert LaPalme et Normand Hudon dans les années 1950 et contribue grandement au développement de la bande dessinée et de la caricature québécoise contemporaine. Girerd fait d’ailleurs partie des 31 artistes de l’exposition « Je ris, tu ris, il rit, nous rions, vous riez, ils dessinent », qui se tient en septembre 1976 au Musée du Québec, et qui voulait témoigner des nouvelles tendances dans le domaine de l’humour graphique et de l’animation. En 1984, dans le cadre du centième anniversaire de La Presse, il parraine une exposition consacrée aux bédéistes organisée par Emmanuel Claudais, fondateur de l’atelier d’artistes ExpressionArt.
Sa production comme caricaturiste à La Presse totalise près de 15 000 dessins éditoriaux, dont une partie seulement a été rééditée sous forme de livre.
Jean-Pierre Girerd a également réalisé les illustrations pour plusieurs publications, dont une bande dessinée d’Arsène, On a volé la Coupe Stanley, parue en 1975 aux éditions Mirabel.

### AprèsLa Presse
Pendant un an environ, Jean-Pierre Girerd produit des caricatures pour le journal des sans-abri L’Itinéraire. En 1997, il cesse cette collaboration pour se concentrer uniquement à la peinture.
Le fonds d'archives de Jean-Pierre Girerd est conservé au centre d'archives de Montréal de Bibliothèque et Archives nationales du Québec. Girerd est décédé des suites d'un cancer de la plèvre le 17 octobre 2018.

## Distinctions
- 1985 : membre de l'Ordre du Canada (1985).
- 1985 : grand prix pour la caricature « Éthiopie 84 ».
- 1986 : cartooniste de l'année du Salon international de la caricature
- 1986 : prix des communications (catégorie communication de masse) décerné par le ministère des Communications du Québec (1986).

## Publications

### Anthologies deLa Presse
- Chien show… et les aut'dogues!, Montréal, Éditions La Presse, 1970.
- La Question! Quelle Question?, Montréal, Éditions La Presse, 1979.
- Mort au travail, Montréal, Éditions La Presse, 1980.
- Son Honneur, Montréal, Éditions La Presse, 1981.
- De 76 à 85, Montréal, Éditions La Presse, 1985.
- Monsieur le Maire Drapeau de 68 à 86, Montréal, Éditions La Presse, 1986.
- Le meilleur de Girerd, Montréal, Éditions La Presse, 1987.
- Girerd: aide-mémoire, Montréal, Fides, 1994.

### Comme illustrateur
- Direction de l'environnement, Hydro-Québec, L'Environnement, c'est ça!, illustré par Girerd, Québec, 1981.
- Gilles Charest, Sacres et blasphèmes québécois, illustré par Girerd, Montréal, Québec/Amérique, 1980.
- Paul Baillargeon, Les Souliers magiques, illustré par Girerd, d'après le conte musical Les souliers magiques par Eddy Toussaint, Montréal, Production de l’Eufanphonie, 1986.
- Roger Champoux, La Gastronomie, illustré par Girerd, Montréal, La Presse, 1986.

### Radio
- Jean-Pierre Girerd interviewé par Wilfrid Lemoine, Format 30, Radio-Canada, Montréal, 28 décembre 1970. (11 min 56 s).